# Kanabihromen
Kanabihromen (cannabichromene (CBC)) je kanabinoid prisutan u biljci kanabis. On je strukturno sličan sa drugim prirodnim kanabinoidima, uključujući tetrahidrokanabinol, tetrahidrokanabivarin, kanabidiol, i kanabinol, između ostalih. Postoji evidencija da učestvuje u antiinflamatornom i antiviralnom dejstvu kanabisa, kao i da doprinosi sveukupnom analgetičkom dejstvu medicinskog kanabisa.